# Stenkvista distrikt
Stenkvista distrikt är ett distrikt i Eskilstuna kommun och Södermanlands län. 
Distriktet ligger sydost om Eskilstuna. 

## Tidigare administrativ tillhörighet
Distriktet inrättades 2016 och utgörs av socknen Stenkvista i Eskilstuna kommun
Området motsvarar den omfattning Stenkvista församling hade vid årsskiftet 1999/2000.